# Nymphon infundibulum
Nymphon infundibulum is een zeespin uit de familie Nymphonidae. De soort behoort tot het geslacht Nymphon. Nymphon infundibulum werd in 1991 voor het eerst wetenschappelijk beschreven door Nakamura & Child. 